# Yūsei Yashiki
Yūsei Yashiki (japanisch 屋敷 優成 Yashiki Yūsei; * 18. Oktober 2003 in der Präfektur Ōita) ist ein japanischer Fußballspieler.

## Karriere
Yūsei Yashiki erlernte das Fußballspielen in der Jugendmannschaft von Ōita Trinita. Der Verein aus Ōita spielt in der ersten japanischen Liga, der J1 League. Bereits als Jugendspieler gehört er zum Kader der ersten Mannschaft. Sein Erstligadebüt gab er am 17. März 2021 im Auswärtsspiel gegen Cerezo Osaka. Hier wurde er in der 83. Minute für Arata Watanabe eingewechselt. Am Saisonende 2021 belegte er mit Ōita den achtzehnten Tabellenplatz und musste in zweite Liga absteigen. 2022 wechselte er von der Jugend in die erste Mannschaft von Ōita.